# Петров, Николай Степанович (1922)
Никола́й Степа́нович Петро́в (25 декабря 1922, Вытегра — 29 июля 1981, Ленинград) — командир звена 141-го гвардейского штурмового авиационного Сандомирского ордена Кутузова полка 9-й гвардейской штурмовой авиационной Красноградской Краснознамённой ордена Суворова дивизии 1-го гвардейского штурмового авиационного Кировоградского Краснознамённого ордена Суворова корпуса 2-й воздушной армии 1-го Украинского фронта, гвардии лейтенант, Герой Советского Союза.

## Биография
Николай Степанович Петров родился 25 декабря 1922 года в семье рабочего. Русский. Окончил 10 классов средней школы, учился в Ленинградском аэроклубе. В рядах РККА с 1941 года. В 1943 году окончил Тамбовскую военную авиационную школу пилотов.
На фронтах Великой Отечественной войны с 27 сентября 1943 года. Воевал в составе 667-го штурмового авиационного полка, в 1944 году переименованного в 141-й гвардейский штурмовой авиационный полк.
К 20 апреля 1945 года гвардии лейтенант Н. С. Петров выполнил 93 боевых вылета на самолёте Ил-2 на уничтожение живой силы и техники противника, провёл 26 воздушных боёв, в которых лично сбил 3 и в группе 2 вражеских самолёта, на земле уничтожил 2 самолёта противника.
За мужество и воинскую доблесть, проявленные в боях с врагами, указом Президиума Верховного Совета СССР от 27 июня 1945 года гвардии лейтенанту Петрову Николаю Степановичу присвоено звание Героя Советского Союза с вручением ордена Ленина и медали «Золотая Звезда».
После окончания войны продолжал службу в ВВС. С 1946 года гвардии старший лейтенант Н. С. Петров в запасе. В 1950 году окончил Бугурусланский учительский институт. Работал учителем в средней школе.
В 1952 году призван из запаса. Продолжал службу в ВВС. В 1953 году окончил Рязанскую военно-авиационную офицерскую школу. С 1962 года гвардии подполковник Н. С. Петров в запасе. Жил и работал в Ленинграде. Умер 29 июня 1981 года. Похоронен на кладбище Памяти жертв 9 января в Ленинграде.